# メアリー・モードント (第11代モードント女男爵)
第11代モードント女男爵メアリー・アナスタシア・グレース・モードント（英語: Mary Anastasia Grace Mordaunt, 11th Baroness Mordaunt、1738年6月5日 – 1819年6月22日）は、イングランド貴族。

## 生涯
第4代ピーターバラ伯爵チャールズ・モードントとメアリー・コックス（Mary Cox、1755年11月18日没、トマス・コックスの娘）の娘として、1738年6月5日に生まれた。
1814年6月14日に異母弟にあたる第5代ピーターバラ伯爵チャールズ・ヘンリー・モードントが死去すると、モードント女男爵を継承した。
1819年6月22日に生涯未婚のまま死去、モードント男爵位は父方の伯母の孫にあたる第4代ゴードン公爵アレクサンダー・ゴードンが継承した。